# Der jüngste Tag
Der jüngste Tag (traduction française : « Le Jugement dernier ») est une collection de livres consacrée à l’expressionnisme littéraire allemand publiée de 1913 à 1921.

## Aspect
La collection Der jüngste Tag est créée en 1913 par Kurt Wolff, qui vient de fonder sa maison d'éditeur, le Kurt Wolff Verlag. De pagination réduite, souvent à peine quelques dizaines de pages, et de format étroit et haut, ces petits livres brochés ont une couverture noire. Certains paraissent avec une couverture illustrée ou dans une variante cartonnés de couleur rouge.

## Contenu
La collection est consacrée à la littérature nouvelle de l'époque, essentiellement des auteurs expressionnistes de langue allemande. On y trouve également quelques traductions de Marcel Schwob, Francis Jammes, Alexeï Remizov. C'est dans cette collection qu'est publiée Die Verwandlung (La Métamorphose) de Franz Kafka. De 1913 à 1921, date de la fin de la collection, paraissent 86 volumes. Le nombre réel de livres publiés est plus faible, certains volumes étant doubles.

## Titre publiés

### 1913
- Volume 1 Franz Werfel : Die Versuchung. Ein Gespräch.
- Volume 2 Walter Hasenclever : Das unendliche Gespräch. Eine nächtliche Szene.
- Volume 3 Franz Kafka : Der Heizer. Ein Fragment.
- Volume 4 Ferdinand Hardekopf : Der Abend. Ein Dialog.
- Volume 5 Emmy Hennings : Die letzte Freude. Gedichte.
- Volume 6 Carl Ehrenstein : Klagen eines Knaben.
- volume 7/8 Georg Trakl : Gedichte.
- Volume 9 Francis Jammes : Gebete der Demut.
- volume 10 Maurice Barrès: Der Mord an der Jungfrau.
- volume 13 Berthold Viertel : Die Spur. Gedichte.
- Volume 12 Ottokar Březina : Hymnen.

### 1914
- Volume 11 Paul Boldt: Junge Pferde! Junge Pferde!
- Volume 14 Carl Sternheim : Busekow. Eine Novelle.
- Volume 15 Leo Matthias : Ein Groteskes Spiel.
- Volume 16 Marcel Schwob : Der Kinderkreuzzug.
- Volume 17 Gottfried Kölwel : Gesänge gegen den Tod.

### 1915
- Volume 18 Paul Kraft : Gedichte.
- Volume 19 Carl Sternheim : Napoleon.
- Volume 20 Kasimir Edschmid : Das Rasende Leben. Zwei Novellen.
- Volume 21 Carl Sternheim : Schuhlin. Eine Erzählung.
- Volume 22/23 Franz Kafka : Die Verwandlung.
- Volume 24 René Schickele: Aïssé. Novelle.

### 1916
- volume 25 Johannes R. Becher : Verbrüderung. Gedichte.
- Volume 26 Carl Sternheim : Meta. Eine Erzählung.
- Volume 27/28 Albert Ehrenstein : Nicht da, nicht dort.
- Volume 29/30 Franz Werfel : Gesänge aus den drei Reichen. Ausgewählte Gedichte.
- Volume 31 Mynona : Schwarz-Weiss-Rot. Grotesken.
- Volume 32 Max Brod : Die erste Stunde nach dem Tode. Eine Gespenstergeschichte.
- Volume 33 Ludwig Rubiner: Das himmlische Licht. Gedichte.
- Volume 34 Franz Kafka : Das Urteil. Eine Geschichte.
- Volume 35 Gottfried Benn : Gehirne.
- Volume 36 Ernst Wilhelm Lotz : Wolkenüberflaggt

### 1917
- Volume 37 Rudolf Leonhard : Polnische Gedichte.
- Volume 38 Martin Gumpert: Gedichte.
- Volume 39/40 Hans Reimann : Kobolz. Grotesken.
- Volume 41 Oskar Kokoschka : Der brennende Dornbusch. - Mörder. Hoffnung der Frauen. 2 Schauspiele
- Volume 42 Franz Jung : Gnadenreiche, Unsere Königin.
- Volume 43 Paul Claudel : Die Musen. Eine Ode.
- Volume 44/45 Hans von Flesch-Brunningen : Das zerstörte Idyll. Novellen.

### 1918
- Volume 46 Ernst Blass : Die Gedichte von Sommer und Tod.
- Volume 47/48 August Strindberg : Die Schlüssel des Himmelreichs oder Sankt Peters Wanderung auf Erden. Märchenspiel in fünf Akten.
- Volume 49 Max Herrmann : Empörung, Andacht, Ewigkeit. Gedichte.
- Volume 50 Carl Sternheim : Ulrike. Eine Erzählung.
- Volume 51 Alfred Wolfenstein : Die Nackten. Eine Dichtung.
- Volume 52 Oskar Baum: Zwei Erzählungen. Der Geliebte. Unwahrscheinliches Gerücht vom Ende eines Volksmanns.
- Volume 53 Eugen Roth : Die Dinge, die unendlich uns umkreisen. Gedichte.
- Volume 54 Iwan Goll : Dithyramben. Gedichte.
- Volume 55 Karl Otten : Der Sprung aus dem Fenster. Erzählungen.
- Volume 56 Mechtild Lichnowsky : Gott betet. Prosagedichte.
- Volume 57 Max Brod : Die Höhe des Gefühls. Ein Akt.

### 1919
- Volume 58/59 Francis Jammes : Das Paradies. Geschichten und Betrachtungen.
- Volume 60/61 Alexeï Remizov : Legenden und Geschichten.
- Volume 62/63 Theodor Tagger : Der zerstörte Tasso. Ausgewählte Gedichte.
- Volume 64 Karel Čapek : Kreuzwege. Novellen.
- Volume 65 Johannes Urzidil : Sturz der Verdammten. Gedichte.
- Volume 66 Carl Maria Weber : Erwachen und Bestimmung. Eine Station. Gedichte.
- Volume 67 Otfried Krzyzanowski : Unser täglich Gift.
- Volume 68/69 Arthur Drey : Der unendliche Mensch. Gedichte.
- Volume 70 Hans Arthur Thies : Die Gnadenwahl. Erzählung.
- Volume 71 Oskar Schürer : Versöhnung. Gesänge und Psalmen.
- Volume 72 Julius Maria Becker : Gedichte.
- Volume 73/74 Adolf Knoblauch : Dada
- Volume 75 Hans Siemsen : Auch ich. Auch du. Aufzeichnungen eines Irren.

### 1920
- Volume 76/77 Bohuslav Kokoschka : Adelina oder Der Abschied vom neunzehnten Lebensjahre. Aufzeichnungen.
- Volume 78 Alfred Brust : Der ewige Mensch. Drama in Christo.
- Volume 79 Walther Georg Hartmann : Wir Menschen. Gedichte.
- Volume 80 Béla Révész: Beethoven. Eine Phantasie.
- Volume 81 Ludwig Berger: Spielgeist. Eine Phantasie.
- Volume 82 Johannes R. Becher : Zion. Gedichte.
- Volume 83 Ruth Schaumann : Die Kathedrale. Gedichte.
- Volume 84 Ernst Toller: Gedichte der Gefangenen. Ein Sonettenkreis.

### 1921
- Volume 85 Ferdinand Hardekopf : Privatgedichte.
- Volume 86 Rudolf Kayser : Moses Tod.

## Sources
- (de) Kurt Wolff, 1965, Autoren, Bücher, Abenteuer. Betrachtungen und Erinnerungen eines Verlegers, Verlag Klaus Wagenbach.
- (de) Heinz Schöffler, Der jüngste Tag. Die Bücherei einer Epoche, Francfort, Verlag Heinrich Scheffler, 1970.